# Incrupila melatheja
Incrupila melatheja är en svampart som först beskrevs av Elias Fries, och fick sitt nu gällande namn av Dennis 1978. Incrupila melatheja ingår i släktet Incrupila och familjen Hyaloscyphaceae.   Inga underarter finns listade i Catalogue of Life.